# 宮内府 (大韓帝国)
宮内府（くないふ）とは、大韓帝国の皇室（李王家）の家政を所掌する機関。

## 概要
1894年の甲午改革を機に設置された。日本の宮内省に倣った組織であるが、日本の宮中制度の一大原則であった「宮中府中の別」が存在しなかった。
例えば、宮内府は度支部（財務省に相当）とは別に租税を徴収したり、行政や司法に介入するなど「政府以上の政府」と呼ばれる始末であった。そして宮内府にたかる怪しい連中が宮中をたむろしていた。そのため設置当初の宮内府は、日本の宮内省とは似ても似つかない存在であった。韓国政府はこの窮状を打開するために、日本の大蔵官僚である目賀田種太郎を財政顧問として招聘し、財政改革を行うことになった。目賀田は皇宮警察制度を導入し、部外者の宮中立入を禁止した。そして各種税目の政府移管や放漫財政の洗い直しを行い、漸く宮中の債務完済に成功した。
韓国併合後は、日本の宮内省の外局たる李王職となった。

## 組織
1907年（隆熙元年）時点
- 大臣官房
- 侍従院
- 掌礼院
- 承寧府（高宗太上皇の宮務を所管）
- 皇后宮
- 東宮
- 奎章閣
- 内蔵院
- 典膳司
- 内蔵院
- 主殿院
- 帝室会計監査院
- 帝室財産整理局
- 御苑事務局
- 修学院
- 侍従武官府
- 東宮武官府
- 宗親府

## 歴代宮内府大臣
1. 李載冕
2. 尹用求
3. 李耕稙
4. 李載冕
5. 李載純
6. 閔泳奎
7. 李載純
8. 尹用求
9. 閔丙奭
10. 閔泳奎
11. 李載純
12. 閔泳韶
13. 閔丙奭
14. 閔泳喆
15. 李載克
16. 李根湘
17. 尹用求
18. 沈相薰
19. 李載克
20. 朴泳孝
21. 李允用
22. 閔丙奭

（※この情報はによるもの）